# Minoru Kizawa
| Odkryte planetoidy: 12 | Odkryte planetoidy: 12 |
| ---------------------- | ---------------------- |
| (4094) Aoshima         | 26 sierpnia 1987       |
| (4507) Petercollins    | 19 marca 1990          |
| (5292) Mackwell        | 12 stycznia 1991       |
| (5513) Yukio           | 27 listopada 1988      |
| (6178) 1986 DA         | 16 lutego 1986         |
| (6393) 1990 HM1        | 29 kwietnia 1990       |
| (6785) 1990 VA7        | 12 listopada 1990      |
| (7338) 1990 VJ3        | 12 listopada 1990      |
| (7574) 1989 WO1        | 20 listopada 1989      |
| (9765) 1991 XZ         | 14 grudnia 1991        |
| (17464) 1990 VX1       | 11 listopada 1990      |
| (19171) 1991 FS        | 17 marca 1991          |
| 1. 2. 3.               |                        |

Minoru Kizawa (jap. 鬼沢稔 Kizawa Minoru) – japoński astronom amator. 
W latach 1986–1991 odkrył 12 planetoid (jedną samodzielnie oraz 11 wspólnie z innymi astronomami).